# Gyronycha longicornis
Gyronycha longicornis är en skalbaggsart som beskrevs av Thomas Casey 1911. Gyronycha longicornis ingår i släktet Gyronycha och familjen kortvingar. Inga underarter finns listade i Catalogue of Life.